# Самойленко Анатолій Михайлович
Анато́лій Миха́йлович Само́йленко (нар. 2 січня 1938, с. Потіївка, тепер Радомишльського району Житомирської області — 4 грудня 2020, м. Київ) — видатний український математик. Академік НАН України. Академік-секретар Відділення математики НАН України. Директор Інституту математики НАН України.

## Огляд наукової діяльності
Академік НАН України А. М. Самойленко — засновник наукової школи з теорії багаточастотних коливань та теорії імпульсних систем, що визнана математичними центрами світу, один з провідних спеціалістів у галузі звичайних диференціальних рівнянь та теорії нелінійних коливань.
У 1960 р. А. М. Самойленко з відзнакою закінчує університет і на запрошення академіка Юрія Олексійовича Митропольського вступає до аспірантури Інституту математики АН УРСР. Вибір теми його кандидатської дисертації «Застосування асимптотичних методів для дослідження нелінійних диференціальних рівнянь із „нерегулярною“ правою частиною» був цілком закономірним, оскільки саме в той час бурхливо розвивалася, набираючи світової популярності, київська школа нелінійної механіки, заснована академіками Миколою Митрофановичем Криловим і Миколою Миколайовичем Боголюбовим.
Закінчивши аспірантуру і успішно захистившись, А. М. Самойленко протягом наступних 11 років працює в Інституті математики АН УРСР.
У 1965 р. запропонував і обґрунтував новий ефективний метод відшукання періодичних розв'язків суттєво нелінійних диференціальних рівнянь, який і досі відомий як «чисельно-аналітичний метод Самойленка». Надалі цей метод одержав всесвітній розвиток і застосування при розв'язанні нелінійних крайових задач у багатьох роботах як самого автора, так і його учнів, а відповідні результати були втілені в численних монографіях.
У 1967 р. він захистив докторську дисертацію на тему «Деякі питання теорії періодичних і квазіперіодичних систем», ставши наймолодшим в Україні доктором наук.
З 1974 по 1987 р. Анатолій Михайлович очолює кафедру інтегральних та диференціальних рівнянь Київського державного університету ім. Т. Г. Шевченка. З його приходом на кафедрі істотно активізується науково-дослідна робота, підготовка кандидатів і докторів наук, а організований ним семінар з диференціальних рівнянь стає відомим не лише в Україні, а й далеко за її межами.
У 1978 р. Анатолія Михайловича обирають членом-кореспондентом АН УРСР.
Невдовзі після повернення в 1987 р. до Інституту математики АН УРСР А. М. Самойленко стає його директором і ось уже впродовж 30 років очолює цей відомий математичний центр. За цей час Анатолій Михайлович зарекомендував себе не тільки як видатний учений, а й як умілий організатор науки. За його ініціативи та за безпосередньої участі як голови оргкомітету було проведено велику кількість авторитетних міжнародних конференцій, у тому числі два Українських математичних конгреси (2001, 2009), у кожному з яких узяли участь понад півтисячі українських і закордонних математиків. А. М. Самойленко є головним редактором журналів «Український математичний журнал» (англомовний переклад у видавництві Springer — «Ukrainian Mathematical Journal»), «Нелінійні коливання», «Український математичний вісник», «Математичний вісник Наукового товариства імені Шевченка», «Збірник праць Інституту математики НАН України», членом редколегії журналів «Доповіді НАН України», «Вісник НАН України», «У світі математики», «Memoirs on Differential Equations and Mathematical Physics», «Miskolc Mathematical Notes», «International Journal of Dynamical Systems and Differential Equations», «Applied and Computational Mathematics».
Математичний талант і неабиякі організаторські здібності Анатолія Михайловича здобули йому заслужений авторитет і повагу наукової спільноти. Його обрано академіком НАН України (1995), дійсним членом Європейської академії наук (2002), членом-кореспондентом Accademia Peloritana dei Pericolanti (Мессіна, Сицилія, 2006), іноземним членом АН Республіки Таджикистан (2011). З 2006 р. і до сьогодні Анатолій Михайлович обіймає відповідальну посаду академіка-секретаря Відділення математики НАН України.
Наукові досягнення Анатолія Михайловича широко відомі спеціалістам у галузі диференціальних рівнянь, математичної фізики, теорії нелінійних коливань. Він по праву вважається основоположником цілого ряду важливих напрямів досліджень у цих галузях.
У середині 1960-х років А. М. Самойленко під впливом робіт А. М. Колмогорова, В. І. Арнольда, М. М. Боголюбова, Ю. Мозера проводить інтенсивні дослідження актуальних задач теорії багаточастотних нелінійних коливань, що пов'язані з відомою проблемою малих знаменників. За допомогою методу послідовних замін змінних, що характеризується прискореною збіжністю, і техніки згладжування йому вдалося одержати ряд важливих результатів, що стосуються скінченно-гладких неконсервативних систем нелінійної механіки, і, зокрема, довести теореми про випрямлення майже паралельного векторного поля на торі довільної розмірності, про існування лінеаризуючого дифеоморфізму в околі тороїдального многовиду, що замітається квазіперіодичною траєкторією, про звідність лінійних квазіперіодичних систем із майже постійними коефіцієнтами, а також про міру звідних систем цього класу.
Важливе місце в наукових пошуках А. М. Самойленка посідають питання теорії інваріантних тороїдальних многовидів нелінійних динамічних систем. Йому належить розроблення ефективного методу дослідження задачі про збереження інваріантних торів при збуреннях. В основу свого підходу Анатолій Михайлович поклав введене ним же поняття функції Гріна лінійного розширення динамічної системи на торі (у сучасній математичній літературі це поняття відоме як функція Гріна—Самойленка). За допомогою апарату функцій Гріна йому вдалося не лише довести теореми існування стійких і гіперболічних інваріантних торів у рамках теорії збурень, а й одержати оптимальні результати про ступінь їх гладкості. Крім цього, не обмежуючись теоремами існування, одержаними за допомогою апарату функцій Гріна, А. М. Самойленко розвинув і обґрунтував наближений проективно-ітеративний метод відшукання інваріантних торів у вигляді збіжної послідовності тригонометричних поліномів. Підсумком циклу робіт, який увібрав у себе вищезгадані результати, стала монографія А. М. Самойленка «Элементы математической теории многочастотных колебаний» (М.: Наука, 1987), перевидана англійською під назвою «Elements of the mathematical theory of multi-frequency oscillations» (Dordrecht etc.: Kluwer Acad. Publ., 1991).
Ще один загальновизнаний цикл робіт Анатолія Михайловича пов'язаний з теорією систем з імпульсною дією. Особливо активне формування зазначеної теорії за участю А. М. Самойленка та його учнів відбулося в 1970—1980 рр. Монографія «Диференціальні рівняння з імпульсною дією» — перша у світовій літературі книга, в якій було викладено широкий спектр результатів, покладених в основу теорії диференціальних рівнянь з імпульсною дією. Пізніше, в 1995 р., цю монографію було доповнено новими результатами та перекладено англійською у видавництві World Scientific.
Талант і досвід Анатолія Михайловича як ученого й організатора науки, лідера київської математичної школи яскраво проявляється у його вмінні керувати дослідницькою роботою відразу в кількох напрямах. Так, разом з учнями було розроблено теорію знакозмінних функцій Ляпунова для вивчення дихотомії, глобально обмежених розв'язків та інваріантних многовидів лінійних розширень динамічних систем на торі, розвинуто теорію нетерових крайових задач для систем із запізненням, рівнянь з імпульсною дією, сингулярно збурених систем. Пізніше автори цієї теорії знайшли її ефективне застосування до досліджень задач про обмежені на всій осі розв'язки неавтономних систем, що мають властивість експоненціальної дихотомії на півосях.
Ще один напрям досліджень А. М. Самойленка стосується вивчення резонансних явищ у багаточастотних системах, включаючи системи з повільно змінними параметрами. Виведені ним витончені оцінки осцилюючих інтегралів, які виникають при вивченні процесу проходження траєкторією резонансних підмножин фазового простору, стали основою для одержання нових глибоких результатів з обґрунтування методу усереднення в коливних системах із числом частот більшим від двох.
Не може не викликати захоплення той факт, що загальна кількість наукових публікацій ювіляра становить понад 600, у тому числі три десятки монографій, понад два десятки підручників і навчальних посібників. Його учні захистили 35 докторських та 87 кандидатських дисертацій.
На особливу увагу заслуговує педагогічна діяльність професора А. М. Самойленка в Київському національному університеті імені Тараса Шевченка, Національному технічному університеті України «КПІ імені Ігоря Сікорського» та інших вищих навчальних закладах. Яскравий лекторський талант Анатолія Михайловича, його вміння чітко, ясно та емоційно викладати матеріал на основі розроблених ним оригінальних лекційних курсів завжди справляє незабутнє враження на слухачів.
Сьогодні наукові інтереси А. М. Самойленка охоплюють широке коло складних та актуальних математичних проблем. Міжнародне визнання його досліджень підтверджують загальновизнані в світовій математичній літературі терміни: «чисельно-аналітичний метод Самойленка», «функція Ґріна—Самойленка» та інші. Опубліковані ним монографії внесли фундаментальний вклад у математику та її викладання.
А. М. Самойленко — автор більше 600 наукових праць, серед яких 30 монографій та 15 навчальних посібників. Більшість його робіт перекладено за кордоном.
З 1988 року А. М. Самойленко є директором Інституту математики НАН України, з 2006 року — академіком-секретарем Відділення математики НАН України.
1978 р. його було обрано членом-кореспондентом, а 1995 р. — дійсним членом Національної академії наук України.
З 2002 р. є дійсним членом Європейської АН, з 2011 р. — іноземним членом АН Республіки Таджикистан.
А. М. Самойленко приділяє велику увагу підготовці високо-кваліфікованих наукових кадрів. Серед його учнів — 35 доктори та 87 кандидати фізико-математичних наук, які успішно працюють у багатьох математичних центрах ряду країн. Професор А. М. Самойленко викладає в Київському національному університеті ім. Т. Шевченка та Національному технічному університеті України «КПІ». Він є членом Українського та Американського математичних товариств, членом редакційних колегій українських та зарубіжних журналів, серед них «Український математичний журнал», «Доповіді Національної академії наук України», «Нелінійні коливання», «У світі математики», «Nonlinear Mathematical Physics», «Memoirs on Differential Equations and Mathematical Physics» та інші.

## Нагороди
- Орден князя Ярослава Мудрого III ст. (19 травня 2018) — за вагомий особистий внесок у розвиток вітчизняної науки, зміцнення науково-технічного потенціалу України, багаторічну сумлінну працю та високий професіоналізм[6]
- А. М. Самойленко нагороджений Орденом Дружби народів (1984)
- Орденом «За заслуги» III ступеня (2003)
- Орденом князя Ярослава Мудрого V ступеня (2008) та IV ст. (27 квітня 2013)[7]
- Почесною Грамотою Президії Верховної Ради України (1987)
- лауреат Державних премій України в галузі науки і техніки (1985, 1996)
- Державної премії України в галузі освіти (2012)
- Республіканської комсомольської премії ім. М. Островського (1968)
- премій Академії наук України ім. М. Крилова (1981), М. Боголюбова (1998), М. Лаврентьєва (2000), М. Остроградського (2004), Ю. Митропольського (2010) та М. Крейна (2019)
- «Соросівський професор» (1998)
- Заслужений діяч науки і техніки України (1998).

## Біографічні відомості
- 02.01.1938 р. — народився в с. Потіївка Радомишльського району Житомирської області. Одружений, має сина.
- 1960 р. — закінчив механіко-математичний факультет Київського держуніверситету ім. Т. Г. Шевченка за спеціальністю «математика».
- 1960–1963 рр. — аспірант Інституту математики АН УРСР.
- 1963–1974 рр. — працював у Інституті математики АН УРСР.
- 1974–1987 рр. — завідувач кафедри інтегральних та диференціальних рівнянь механіко-математичного факультету Київського держуніверситету ім. Т. Г. Шевченка.
- З 1987 р. і до ц. ч. — завідувач відділу звичайних диференціальних рівнянь Інституту математики НАН України.
- З 1988 р. і до ц. ч. — директор Інституту математики НАН України.
- 1998–2011 рр. — завідувач кафедри диференціальних рівнянь фізико-математичного факультету НТУУ «КПІ».
- 2006–2020  — академік-секретар Відділення математики НАН України.

## Наукові ступені та звання
- 1963 р. — захист кандидатської дисертації «Применение асимптотических методов для исследования нелинейных дифференциальных уравнений с нерегулярной правой частью».
- 1968 р. — захист докторської дисертації «Некоторые вопросы теории периодических и квазипериодических систем».
- 1974 р. — професор кафедри інтегральних та диференціальних рівнянь механіко-математичного факультету Київського держуніверситету ім. Т. Г. Шевченка.
- 1978 р. — член-кореспондент Академії наук УРСР зі спеціальності «математика».
- 1995 р. — дійсний член НАН України.
- 2002 р. — дійсний член Європейської Академії Наук.
- Почесний доктор Чернівецького національного університету

## Громадська діяльність
Засновник Малинської благодійної організації «Фонд сприяння розвитку здібностей обдарованих дітей та юнацтва».
За значні досягнення у науковій діяльності, сприяння розвитку здібностей обдарованих дітей та юнацтва міста Малина 24 лютого 1999 року присвоєно звання «Почесний громадянин міста Малина».

## Вебресурси
- Персональний сайт
- Наукове дерево А. М. Самойленка
- Документальний фільм «Формула життя». Відео з захисту докторської дисертації[недоступне посилання з липня 2019]